# 卡博伊拉
卡博伊拉（法語：Kaboïla），是馬里的城鎮，位於該國西南部，由錫卡索區的錫卡索省負責管轄，處於錫卡索以南12公里，面積654平方公里，2009年人口26,272，人口密度每平方公里40人。